# انتونوواک، شهرستان اوسیجک-بارانجا
انتونوواک (به لاتین: Antunovac) یک منطقهٔ مسکونی در کرواسی است که در شهرستان اوسیک-بارانیا واقع شده‌است. انتونوواک ۵۷٫۳۸ کیلومتر مربع مساحت و ۳٬۷۰۳ نفر جمعیت دارد.